# Dora Thewlis

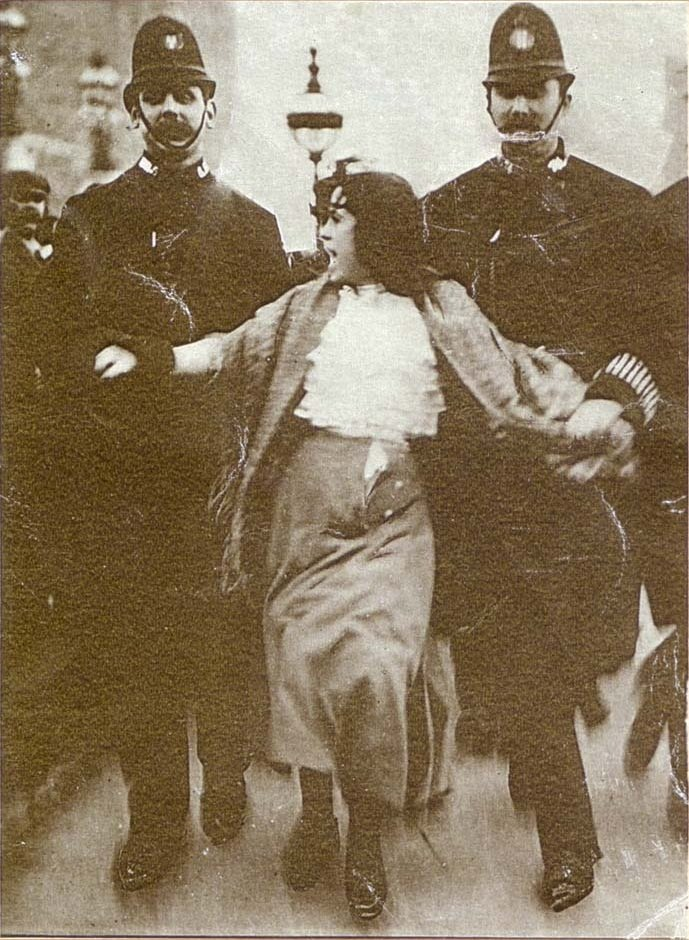
Aresztowanie Dory Thewlis w 1907 roku.

Dora Thewlis (1890–1976) – brytyjska sufrażystka.

## Życiorys
Dora Thewlis urodziła się w miejscowości Honley (West Yorkshire), jako jedna z siedmiorga dzieci Jamesa i Elizy Thewlis. W wieku 16 lat dołączyła do ruchu sufrażystek (organizacja Women's Social and Political Union), którzy w tamtym okresie nosili się z planem włamania się do Parlamentu (1907). W tymże roku została aresztowana, a jej zdjęcie znalazło się na pierwszej stronie Daily Mirror (z napisem: "Suffragettes storm the House"). Prasa określiła ją jako Baby Suffragette.
Przed pierwszą wojną światową, Dora Thewlis wyemigrowała do Australii.
Jill Liddington opisuje Thewlis jako jedną z zapomnianych bohaterek walki o równouprawnienie kobiet.